# Damernas fristående i gymnastik vid olympiska sommarspelen 1988
Damernas fristående i gymnastik vid olympiska sommarspelen 1988 avgjordes den 19-25 september i Olympic Gymnastics Arena.

## Medaljörer
| Gren                | Guld                     | Silver                            | Brons                  |
| Damernas fristående | Daniela Silivaş Rumänien | Svetlana Boginskaja Sovjetunionen | Diana Dudeva Bulgarien |

## Resultat

### Final
| Rank | Gymnast                      | C      | O      | C+O    | Kval  | Final | Totalt |
| ---- | ---------------------------- | ------ | ------ | ------ | ----- | ----- | ------ |
|      | Daniela Silivaş (ROU)        | 10,000 | 9,900  | 19,900 | 9,950 | 9,987 | 19,937 |
|      | Svetlana Boginskaja (URS)    | 9,900  | 9,925  | 19,825 | 9,912 | 9,975 | 19,887 |
|      | Diana Dudeva (BUL)           | 9,900  | 9,900  | 19,800 | 9,900 | 9,950 | 19,850 |
| 4    | Deliana Vodenittjarova (BUL) | 9,850  | 9,900  | 19,750 | 9,875 | 9,962 | 19,837 |
| 5    | Beata Storczer (HUN)         | 9,850  | 9,900  | 19,750 | 9,875 | 9,800 | 19,675 |
| 6    | Phoebe Mills (USA)           | 9,900  | 9,900  | 19,800 | 9,900 | 9,762 | 19,662 |
| 7    | Jelena Sjusjunova (URS)      | 9,900  | 10,000 | 19,900 | 9,950 | 9,625 | 19,575 |
| 8    | Dörte Thümmler (GDR)         | 9,900  | 9,950  | 19,850 | 9,925 | 9,600 | 19,525 |